# Emiratos Árabes Unidos en los Juegos Olímpicos de Sídney 2000
Los Emiratos Árabes Unidos estuvieron representados en los Juegos Olímpicos de Sídney 2000 por cuatro deportistas masculinos que compitieron en tres deportes.
El portador de la bandera en la ceremonia de apertura fue el tirador Said Al-Maktum. El equipo olímpico emiratí no obtuvo ninguna medalla en estos Juegos.